# متجر النادي الإفريقي
متجر النادي الإفريقي (بالفرنسية:CA store) هو المتجر الرسمي لبيع منتجات النادي الإفريقي يقع في حديقة منير القبايلي مقرّ تدريبات النادي الإفريقي. يقتصر على بيع منتخات النادي مثل أقمصة و منتجات رياضية.